# Jacob Tremblay
Jacob Tremblay (* 5. října 2006 Vancouver) je kanadský dětský herec. K jeho nejznámější roli patří ztvárnění Jacka Newsoma ve filmu Room, za niž získal cenu Critics' Choice Movie Award za nejlepší dětský výkon, Academy of Canadian Cinema and Television Award za nejlepší výkon v hlavní roli, kromě toho byl nominován na cenu Screen Actors Guild Award za nejlepší mužský výkon ve vedlejší roli. V roce 2017 ztvárnil postavu Augusta Pullmana s Treacher Collinsovým syndromem v dramatickém snímku (Ne)obyčejný kluk (2017). V roce 2018 si zahrál ve snímku Predátor: Evoluce.

## Životopis
Narodil se 5. října 2006 ve Vancouveru v Britské Kolumbii. Vyrůstal v nedalekém městě Langley. Jeho otec Jason Tremblay je policejní detektiv a jeho matka Christina Candia Tremblayová je hospodyně. Jeho starší sestra Emma a mladší sestra Erica jsou také herečky. Jeho první role byly v televizi a jeho filmový debut byl v animovaném filmu Šmoulové 2. Jeho významnou rolí byla postava Jack Newsoma v dramatickém filmu Room spolu s Brie Larsonovou. Film režiséra Lennyho Abrahamsona, byl uveden v roce 2015 na filmovém festivalu Telluride a v kinech měl premiéru 16. října 2015. Za svůj výkon byl nominován na cenu Screen Actors Guild Award za nejlepšího herce ve vedlejší roli, čímž se stal nejmladším hercem nominovaným na toto ocenění a druhým nejmladším ve všech kategoriích. V roce 2016 si zahrál vedlejší roli v jednom z dílů pořadu Funny or Die: Donald Trump's The Art of the Deal: The Movie. V tentýž roce hrál v hororovém filmu Zlo nikdy nespí, s Kate Bosworthovou a Tomasem Janem. Také ztvárnil postavu Wese Firtha v dobrodružné komediálním dramatu Burn Your Maps, spolu s Verou Farmigovou a Martonem Csokasem.
V roce 2017 hrál spolu s Naomi Wattsovou a Maddie Zieglerovou ve filmu The Book of Henry režiséra Colina Trevorrowa. Kromě toho ztvárnil postavu Augusta Pullmana, dítě s Treacher Collinsovým syndromem, ve filmu (Ne)obyčejný kluk, podle románu Raquela Palacia. Tento film byl jeho nejúspěšnější, vydělal si více než 285 milionů dolarů při rozpočtu 20 milionů dolarů.

## Osobní život
Je fanoušek filmové ságy Star Wars a tak pojmenoval psa podle filmové postavy Rey, ztvárněné herečkou Daisy Ridleyovou. Jeho nadšení z robotů BB-8,R2-D2 a C3PO bylo považováno za vrchol večera 88. ročníku udílení Oscarů.

## Filmografie

### Filmy
| Roky | Název                                         | Role                    |
| ---- | --------------------------------------------- | ----------------------- |
| 2013 | Šmoulové 2                                    | Blue Winslow            |
| 2013 | The Magic Ferret                              | Sam                     |
| 2014 | Extraterrestrial                              | Matty                   |
| 2015 | Gord's Brother                                | MLadý Gord              |
| 2015 | Room                                          | Jack Newsome            |
| 2016 | Donald Trump's The Art of the Deal: The Movie | Dítě 4                  |
| 2016 | Zlo nikdy nespí                               | Cody Morgan             |
| 2016 | Burn Your Maps                                | Wes Firth               |
| 2016 | V pasti                                       | Tom Patterson           |
| 2017 | Henryho deník                                 | Peter Carpenter         |
| 2017 | (Ne)obyčejný kluk                             | August "Auggie" Pullman |
| 2018 | Predátor: Evoluce                             | Rory McKenna            |
| 2018 | The Death and Life of John F. Donovan         | Rupert Turner           |
| 2019 | Hodní hoši                                    | Max Newman              |
| 2019 | Doktor Spánek od Stephena Kinga               | Bradley Trevor          |
| 2021 | Luca                                          | Luca Paguro (hlas)      |
| 2022 | Tátův drak                                    | Elmer Elevator (hlas)   |
| 2023 | Malá mořská víla                              | Šupinka (hlas)          |

### Televize
| Rok        | Název                      | Role                           | Poznámky               |
| ---------- | -------------------------- | ------------------------------ | ---------------------- |
| 2013       | Motiv                      | Ryan Stanwyck                  | díl: „Spodní proud“    |
| 2013       | Mr Young                   | Mladý Tater                    |                        |
| 2014       | My Mother's Future Husband | Connor                         | TV film                |
| 2014       | Santa's Little Ferrets     | Todd Collins                   |                        |
| 2016       | Poslední chlap na Zemi     | Mladý Phil Miller              | díl: „Černočerno“      |
| 2016       | Americký táta              | Mladý Charles Lindbergh (hlas) | díl: „Camp Campawanda“ |
| 2016       | Billy on the Street        | sám sebe                       |                        |
| 2017–dosud | Pete the Cat               | Pete the Cat (hlas)            |                        |
| 2018       | Animals                    | Nuke (hlas)                    | díl: „Roachella“       |
| 2019       | The Twilight Zone          | Oliver Foley                   | díl: „The Wunderkind“  |
| 2019–      | Harley Quinn               | Robin (hlas)                   | vedlejší role          |

## Ocenění a nominace
| Rok  | Ocenění                                       | Kategorie                                            | Práce             | Výsledek  |
| ---- | --------------------------------------------- | ---------------------------------------------------- | ----------------- | --------- |
| 2015 | Chicago Film Critics Association              | nejslibnější herec                                   | Room              | vítězství |
| 2015 | Austin Film Critics Association               | objev roku                                           | Room              | vítězství |
| 2015 | Austin Film Critics Association               | nejlepší herec                                       | Room              | nominace  |
| 2015 | Golden Schmoes Awards                         | objev roku                                           | Room              | nominace  |
| 2015 | Indiana Film Journalists Association          | nejlepší herec                                       | Room              | vítězství |
| 2015 | Nevada Film Critics Society                   | nejlepší mladý herec                                 | Room              | vítězství |
| 2015 | Phoenix Critics Circle                        | nejlepší herec ve vedlejší roli                      | Room              | nominace  |
| 2015 | Washington D.C. Area Film Critics Association | nejlepší mladý herec                                 | Room              | vítězství |
| 2015 | National Board of Review                      | objev roku                                           | Room              | vítězství |
| 2016 | Awards Circuit Community Award                | nejlepší herec                                       | Room              | vítězství |
| 2016 | Critics' Choice Movie Awards                  | nejlepší mladý herec                                 | Room              | vítězství |
| 2016 | Florida Film Critics Circle                   | objev roku                                           | Room              | nominace  |
| 2016 | Gold Derby Awards                             | objev roku                                           | Room              | nominace  |
| 2016 | Gold Derby Awards                             | nejlepší herec                                       | Room              | nominace  |
| 2016 | Irish Film & Television Academy Awards        | nejlepší mezinárodní herec                           | Room              | nominace  |
| 2016 | International Cinephile Society Awards        | nejlepší herec                                       | Room              | nominace  |
| 2016 | International Online Cinema Awards            | nejlepší herec                                       | Room              | vítězství |
| 2016 | Online Film & Television Association          | nejlepší mladý herec                                 | Room              | vítězství |
| 2016 | Online Film & Television Association          | objev roku                                           | Room              | vítězství |
| 2016 | Georgia Film Critics Association              | nejlepší herec ve vedlejší roli                      | Room              | nominace  |
| 2016 | Georgia Film Critics Association              | objev roku                                           | Room              | nominace  |
| 2016 | Empire Awards                                 | nejlepší nováček: muž                                | Room              | nominace  |
| 2016 | Phoenix Film Critics Society                  | nejlepší mladý herec                                 | Room              | nominace  |
| 2016 | San Diego Film Critics Society                | objev roku                                           | Room              | vítězství |
| 2016 | San Diego Film Critics Society                | nejlepší herec                                       | Room              | nominace  |
| 2016 | Screen Actors Guild Awards                    | nejlepší herec ve vedlejší roli                      | Room              | nominace  |
| 2016 | Teen Choice Awards                            | nejlepší filmový herec: drama                        | Room              | nominace  |
| 2016 | Young Artist Award                            | nejlepší mladý herec ve filmu (10 a méně let)        | Room              | nominace  |
| 2016 | Young Entertainers Awards                     | nejlepší herec v hlavní role                         | Room              | vítězství |
| 2016 | Detroit Film Critics Society                  | objev roku                                           | Room              | nominace  |
| 2016 | Detroit Film Critics Society                  | nejlepší herec ve vedlejší roli                      | Room              | nominace  |
| 2016 | Central Ohio Film Critics Award               | nejlepší herec                                       | Room              | nominace  |
| 2016 | Canadian Screen Awards                        | nejlepší herec                                       | Room              | vítězství |
| 2016 | Cena Saturn                                   | nejlepší mladý herec                                 | Room              | nominace  |
| 2017 | Young Artist Award                            | nejlepší mladý herec ve filmu: hlavní role           | Zlo nikdy nespí   | nominace  |
| 2017 | Las Vegas Film Critics Society                | nejlepší mladý herec                                 | (Ne)obyčejný kluk | nominace  |
| 2017 | Los Angeles Online Film Critics Society       | nejlepší herecký výkon u herce/herečky mladší 23 let | (Ne)obyčejný kluk | nominace  |
| 2017 | Phoenix Film Critics Society                  | nejlepší mladý herec                                 | (Ne)obyčejný kluk | nominace  |
| 2017 | Washington D.C. Area Film Critics Association | nejlepší mladý herec                                 | (Ne)obyčejný kluk | nominace  |
| 2017 | Seattle Film Critics Society                  | nejlepší mladý herec                                 | (Ne)obyčejný kluk | nominace  |
| 2018 | Critics' Choice Movie Awards                  | nejlepší mladý herec                                 | (Ne)obyčejný kluk | nominace  |
| 2018 | Young Artist Award                            | nejlepší mladý herec ve filmu (10 a méně let)        | (Ne)obyčejný kluk | vítězství |
| 2018 | Online Film & Television Association          | nejlepší mladý herec                                 | (Ne)obyčejný kluk | nominace  |
| 2018 | Cena Saturn                                   | nejlepší mladý herec                                 | (Ne)obyčejný kluk | nominace  |